# Rio Correntes (vattendrag i Brasilien, Santa Catarina)
Rio Correntes är ett vattendrag i Brasilien.   Det ligger i delstaten Santa Catarina, i den södra delen av landet, 1 300 km söder om huvudstaden Brasília.
I omgivningen kring Rio Correntes växer huvudsakligen savannskog. Området är  mycket glesbefolkat, med 4 invånare per kvadratkilometer.